# 馬索湖

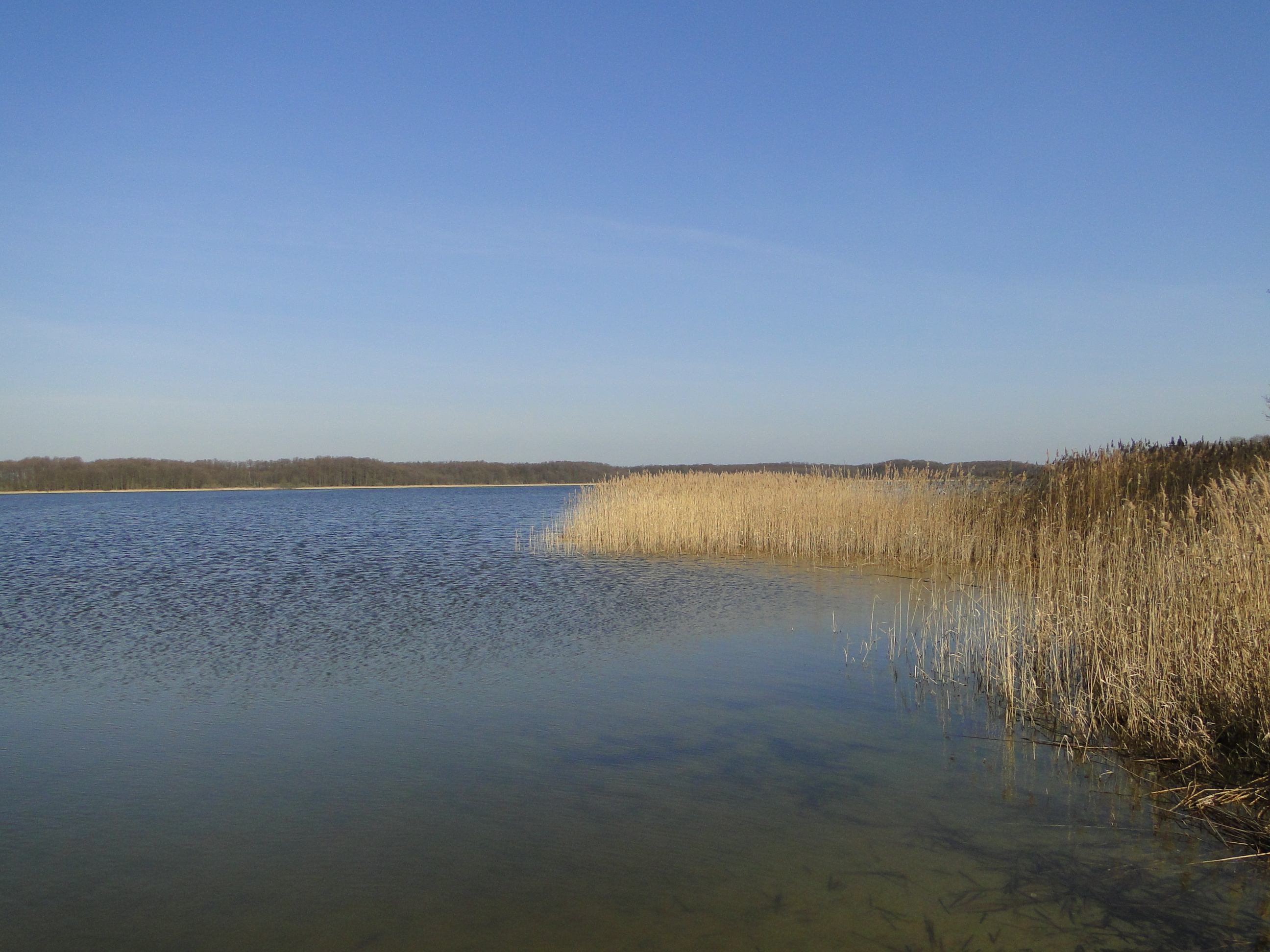

53°19′22″N 12°26′32″E / 53.32278°N 12.44222°E
馬索湖（德語：Massower See），是德國的湖泊，位於該國東北部，由梅克倫堡-前波美拉尼亞州負責管轄，處於梅克倫堡湖區縣，長1.6公里、寬0.8公里，面積1.1平方公里，海拔高度69米。